# Championnats de France de ski nordique
Les championnats de France de ski nordique, qui regroupent généralement le ski de fond, le biathlon, le combiné nordique et le saut à ski, sont une compétition annuelle de ski nordique organisée par la fédération française de ski.

## Éditions
| Année | Lieu                                                      | Date                                                      | Disciplines                                               |
| ----- | --------------------------------------------------------- | --------------------------------------------------------- | --------------------------------------------------------- |
| 2006  | Courchevel (Savoie)                                       | du 26 mars au 26 mars                                     | combiné nordique, saut à ski                              |
| 2006  | Le Grand-Bornand (Haute-Savoie)                           | du 2 avril au 2 avril                                     | biathlon                                                  |
| 2006  | Megève (Haute-Savoie)                                     | du 25 mars au 26 mars                                     | ski de fond                                               |
| 2007  | Chamonix-Mont-Blanc (Haute-Savoie)                        | du 9 février au 10 février                                | combiné nordique, saut à ski                              |
| 2007  | Le Grand-Bornand (Haute-Savoie)                           | du 30 mars au 1er avril                                   | biathlon, ski de fond                                     |
| 2008  | Courchevel (Savoie)                                       | du 22 mars au 22 mars                                     | combiné nordique, saut à ski                              |
| 2008  | Les Saisies (Savoie)                                      | du 30 mars au 30 mars                                     | biathlon, ski de fond                                     |
| 2009  | Chaux-Neuve (Doubs)                                       | du 29 mars au 29 mars                                     | combiné nordique, saut à ski                              |
| 2009  | Les Saisies (Savoie)                                      | du 3 avril au 5 avril                                     | biathlon, ski de fond                                     |
| 2010  | Les Rousses (Jura)                                        | du 3 avril au 5 avril                                     | toutes                                                    |
| 2011  | Chaux-Neuve (Doubs)                                       | du 30 mars au 31 mars                                     | combiné nordique, saut à ski                              |
| 2011  | Méribel (Savoie)                                          | du 1er avril au 3 avril                                   | biathlon, ski de fond                                     |
| 2012  | Courchevel (Savoie)                                       | du 24 mars au 25 mars                                     | combiné nordique, saut à ski                              |
| 2012  | Bessans (Savoie)                                          | du 29 mars au 1er avril                                   | biathlon, ski de fond                                     |
| 2013  | Chaux-Neuve (Doubs)                                       | du 30 mars au 31 mars                                     | combiné nordique, saut à ski                              |
| 2013  | Les Contamines-Montjoie (Haute-Savoie)                    | du 30 mars au 1er avril                                   | biathlon, ski de fond                                     |
| 2014  | Les Rousses (Jura)                                        | du 28 mars au 30 mars                                     | toutes                                                    |
| 2015  | La Féclaz (Savoie)                                        | du 27 mars au 29 mars                                     | biathlon, ski de fond                                     |
| 2015  | Chaux-Neuve (Doubs)                                       | du 27 mars au 29 mars                                     | combiné nordique, saut à ski                              |
| 2016  | Méribel (Savoie)                                          | du 25 mars au 27 mars                                     | biathlon, ski de fond                                     |
| 2016  | Courchevel (Savoie)                                       | du 25 mars au 27 mars                                     | combiné nordique, saut à ski                              |
| 2017  | Courchevel (Savoie)                                       | du 25 mars au 27 mars                                     | combiné nordique, saut à ski                              |
| 2017  | Bessans (Savoie)                                          | du 24 mars au 26 mars                                     | biathlon, ski de fond                                     |
| 2018  | Prémanon (Jura)                                           | du 30 mars au 1er avril                                   | toutes                                                    |
| 2019  | Méribel (Savoie)                                          | du 30 mars au 31 mars                                     | biathlon, ski de fond                                     |
| 2020  | Épreuves annulées en raison de la pandémie de coronavirus | Épreuves annulées en raison de la pandémie de coronavirus | Épreuves annulées en raison de la pandémie de coronavirus |
| 2021  | Les Contamines-Montjoie (Haute-Savoie)                    | le 26 mars                                                | biathlon, ski de fond                                     |
| 2022  | Prémanon (Jura)                                           | du 1er avril au 3 avril                                   | biathlon, ski de fond                                     |
| 2023  | Bessans (Savoie)                                          | du 31 mars au 2 avril                                     | biathlon, ski de fond                                     |

## Palmarès par édition

### Biathlon

#### Hiver

##### Hommes
| Édition | Or                                                      | Argent                                                  | Bronze                                                  |
| ------- | ------------------------------------------------------- | ------------------------------------------------------- | ------------------------------------------------------- |
| 2005    | Vincent Defrasne (Pontarlier / Massif Jurassien)        | Loïs Habert (Valence / Dauphiné)                        | Julien Robert (Montbenoit / Massif Jurassien)           |
| 2006    | Raphaël Poirée (Villard-de-Lans / Dauphiné)             | Loïs Habert (Valence / Dauphiné)                        | Frédéric Jean (Team Nature / Dauphiné)                  |
| 2007    | Raphaël Poirée (Villard-de-Lans / Dauphiné)             | Ferréol Cannard (Pontarlier / Massif Jurassien)         | Vincent Porret ( / Mont-Blanc)                          |
| 2008    | Frédéric Jean (Team Nature / Dauphiné)                  | Simon Fourcade (Villard-de-Lans / Dauphiné)             | Tanguy Roche (La Féclaz / Savoie)                       |
| 2009    | Vincent Jay (Les Ménuires / Savoie)                     | Simon Fourcade (Villard-de-Lans / Dauphiné)             | Frédéric Jean (Saugette / Massif Jurassien)             |
| 2010    | Jean-Guillaume Béatrix (Autrans / Dauphiné)             | Vincent Jay (Les Ménuires / Savoie)                     | Tanguy Roche (La Féclaz / Savoie)                       |
| 2011    | Simon Fourcade (Villard-de-Lans / Dauphiné)             | Vincent Jay (Les Ménuires / Savoie)                     | Maxime Habran (La Bresse / Massif Vosges)               |
| 2012    | Simon Fourcade (Villard-de-Lans / Dauphiné)             | Martin Fourcade (Font-Romeu / Pyrénées-Est)             | Florent Claude (Basse-sur-le-Rupt / Massif Vosges)      |
| 2013    | Simon Fourcade (Villard-de-Lans / Dauphiné)             | Jean-Guillaume Béatrix (Autrans / Dauphiné)             | Florent Claude (Basse-sur-le-Rupt / Massif Vosges)      |
| 2014    | Martin Fourcade (Font-Romeu / Pyrénées-Est)             | Simon Desthieux (Lompnes / Lyonnais-Ain)                | Jean-Guillaume Béatrix (Autrans / Dauphiné)             |
| 2015    | Martin Fourcade (Font-Romeu / Pyrénées-Est)             | Simon Fourcade (Villard-de-Lans / Dauphiné)             | Antonin Guigonnat (Morzine-Avoriaz / Mont-Blanc)        |
| 2016    | Simon Fourcade (Villard-de-Lans / Dauphiné)             | Antonin Guigonnat (Morzine-Avoriaz / Mont-Blanc)        | Quentin Fillon Maillet (Morbier / Massif Jurassien)     |
| 2017    | Quentin Fillon Maillet (Morbier / Massif Jurassien)     | Simon Fourcade (Villard-de-Lans / Dauphiné)             | Clément Dumont (Chamonix / Mont-Blanc)                  |
| 2018    | Quentin Fillon Maillet (Morbier / Massif Jurassien)     | Antonin Guigonnat (Morzine-Avoriaz / Mont-Blanc)        | Martin Perrillat Bottonet (La Clusaz / Mont-Blanc)      |
| 2019    | Simon Desthieux (Lompnes / Lyonnais-Ain)                | Antonin Guigonnat (Morzine-Avoriaz / Mont-Blanc)        | Quentin Fillon Maillet (Morbier / Massif Jurassien)     |
| 2020    | Épreuve annulée en raison de la pandémie de coronavirus | Épreuve annulée en raison de la pandémie de coronavirus | Épreuve annulée en raison de la pandémie de coronavirus |
| 2021    | Quentin Fillon Maillet (Morbier / Massif Jurassien)     | Fabien Claude (Basse-sur-le-Rupt / Massif Vosges)       | Antonin Guigonnat (Morzine-Avoriaz / Mont-Blanc)        |
| 2022    | Oscar Lombardot (ES Saugette/ Massif Jurassien)         | Quentin Fillon Maillet (Morbier / Massif Jurassien)     | Antonin Guigonnat (Morzine-Avoriaz / Mont-Blanc)        |
| 2023    | Oscar Lombardot (ES Saugette/ Massif Jurassien)         | Quentin Fillon Maillet (Morbier / Massif Jurassien)     | Ambroise Meunier (La Féclaz / Savoie)                   |

Les plus titrés :
- 4 fois : Simon Fourcade
- 3 fois : Quentin Fillon Maillet
- 2 fois : Raphaël Poirée, Martin Fourcade, Oscar Lombardot
- 1 fois : Vincent Defrasne, Frédéric Jean, Vincent Jay, Jean-Guillaume Béatrix, Simon Desthieux

Les plus médaillés :
- 8 médailles : Simon Fourcade
- 7 médailles : Quentin Fillon Maillet
- 6 médailles : Antonin Guigonnat
- 5 médailles :
- 4 médailles :
- 3 médailles : Frédéric Jean, Jean-Guillaume Béatrix, Vincent Jay, Martin Fourcade
- 2 médailles : Loïs Habert, Raphaël Poirée, Tanguy Roche, Florent Claude, Simon Desthieux, Oscar Lombardot
- 1 médaille : Vincent Defrasne, Julien Robert, Vincent Porret, Feréol Cannard, Maxime Habran, Clément Dumont, Martin Perrillat Bottonet, Fabien Claude, Ambroise Meunier

##### Femmes
| Édition | Or                                                      | Argent                                                  | Bronze                                                  |
| ------- | ------------------------------------------------------- | ------------------------------------------------------- | ------------------------------------------------------- |
| 2005    | Florence Baverel Robert (Pontarlier / Massif Jurassien) | Sandrine Bailly (Valromey-Retord / Lyonnais-Ain)        | Christelle Gros (Cormar / Lyonnais-Ain)                 |
| 2006    | Florence Baverel Robert (Pontarlier / Massif Jurassien) | Delphine Peretto (Arêches-Beaufort / Savoie)            | Sandrine Bailly (Valromey-Retord / Lyonnais-Ain)        |
| 2007    | Florence Baverel Robert (Pontarlier / Massif Jurassien) | Sylvie Becaert (Le Grand Bornand / Mont-Blanc)          | Sandrine Bailly (Valromey-Retord / Lyonnais-Ain)        |
| 2008    | Marie-Laure Brunet (Autrans / Dauphiné)                 | Pauline Macabies (Bessans / Savoie)                     | Sandrine Bailly (Valromey-Retord / Lyonnais-Ain)        |
| 2009    | Marie-Laure Brunet (Autrans / Dauphiné)                 | Pauline Macabies (Bessans / Savoie)                     | Sylvie Becaert (Le Grand Bornand / Mont-Blanc)          |
| 2010    | Marie-Laure Brunet (Autrans / Dauphiné)                 | Sandrine Bailly (Valromey-Retord / Lyonnais-Ain)        | Julie Carraz-Collin (Peisey-Vallandry / Savoie)         |
| 2011    | Sophie Boilley (Valence / Dauphiné)                     | Anaïs Bescond (Morbier / Massif Jurassien)              | Marie Dorin (Les Sept-Laux / Dauphiné)                  |
| 2012    | Marie-Laure Brunet (Autrans / Dauphiné)                 | Marie Dorin-Habert (Les Sept-Laux / Dauphiné)           | Claire Breton (Vercors / Dauphiné)                      |
| 2013    | Marie Dorin-Habert (Les Sept-Laux / Dauphiné)           | Jacquemine Baud (Villard-de-Lans / Dauphiné)            | Anaïs Bescond (Morbier / Massif Jurassien)              |
| 2014    | Jacquemine Baud (Villard-de-Lans / Dauphiné)            | Marie Dorin-Habert (Les Sept-Laux / Dauphiné)           | Anaïs Chevalier (Les Sept-Laux / Dauphiné)              |
| 2015    | Marie Dorin-Habert (Les Sept-Laux / Dauphiné)           | Justine Braisaz (Les Saisies / Savoie)                  | Coline Varcin (La Féclaz / Savoie)                      |
| 2016    | Marie Dorin-Habert (Les Sept-Laux / Dauphiné)           | Anaïs Bescond (Morbier / Massif Jurassien)              | Marine Bolliet (La Féclaz / Savoie)                     |
| 2017    | Justine Braisaz (Les Saisies / Savoie)                  | Célia Aymonier (Les Fourgs / Massif Jurassien)          | Anaïs Bescond (Morbier / Massif Jurassien)              |
| 2018    | Julia Simon (Les Saisies / Savoie)                      | Justine Braisaz (Les Saisies / Savoie)                  | Anaïs Bescond (Morbier / Massif Jurassien)              |
| 2019    | Julia Simon (Les Saisies / Savoie)                      | Célia Aymonier (Les Fourgs / Massif Jurassien)          | Justine Braisaz (Les Saisies / Savoie)                  |
| 2020    | Épreuve annulée en raison de la pandémie de coronavirus | Épreuve annulée en raison de la pandémie de coronavirus | Épreuve annulée en raison de la pandémie de coronavirus |
| 2021    | Justine Braisaz-Bouchet (Les Saisies / Savoie)          | Gilonne Guigonnat (Villard / Mont-Blanc)                | Anaïs Bescond (Morbier / Massif Jurassien)              |
| 2022    | Chloé Chevalier (Les 7 Laux / Dauphiné)                 | Lou Jeanmonnot (Mont d'Or / Massif Jurassien)           | Anaïs Bescond (Morbier / Massif Jurassien)              |
| 2023    | Fany Bertrand (La Féclaz / Savoie)                      | Jeanne Richard (Les Gets / Mont-Blanc)                  | Anaëlle Bondoux (Villard-de-Lans / Dauphiné)            |

Les plus titrées :
- 4 fois : Marie-Laure Brunet
- 3 fois : Florence Baverel Robert, Marie Dorin-Habert
- 2 fois : Justine Braisaz-Bouchet, Julia Simon
- 1 fois : Sophie Boilley, Jacquemine Baud, Chloé Chevalier, Fany Bertrand

Les plus médaillées :
- 7 médailles : Anaïs Bescond
- 6 médailles : Marie Dorin-Habert
- 5 médailles : Sandrine Bailly, Justine Braisaz-Bouchet
- 4 médailles : Marie-Laure Brunet
- 3 médailles : Florence Baverel Robert
- 2 médailles : Sylvie Becaert, Pauline Macabies, Jacquemine Baud, Célia Aymonier, Julia Simon
- 1 médaille : Christelle Gros, Delphine Perreto, Sophie Boilley, Julie Cazza-Collin, Claire Breton, Anaïs Chevalier, Coline Varcin, Marine Bolliet, Gilonne Guigonnat, Chloé Chevalier, Lou Jeanmonnot, Fany Bertrand, Jeanne Richard, Anaëlle Bondoux

#### Été

##### Hommes
| Édition | Lieu       | Épreuve      | Date              | Vainqueur       | Deuxième                    | Troisième              |
| ------- | ---------- | ------------ | ----------------- | --------------- | --------------------------- | ---------------------- |
| 2022    | Les Tuffes | Sprint court | 24 septembre 2022 | Éric Perrot     | Quentin Fillon Maillet      | Fabien Claude          |
| 2022    | Arçon      | Sprint       | 15 octobre 2022   | Oscar Lombardot | Éric Perrot                 | Quentin Fillon Maillet |
| 2022    | Arçon      | Poursuite    | 16 octobre 2022   | Fabien Claude   | Martin Bourgeois République | Oscar Lombardot        |

##### Femmes
| Édition | Lieu       | Épreuve      | Date              | Vainqueur        | Deuxième        | Troisième        |
| ------- | ---------- | ------------ | ----------------- | ---------------- | --------------- | ---------------- |
| 2022    | Les Tuffes | Sprint court | 24 septembre 2022 | Julia Simon      | Anaïs Chevalier | Lou Jeanmonnot   |
| 2022    | Arçon      | Sprint       | 15 octobre 2022   | Lou Jeanmonnot   | Paula Botet     | Caroline Colombo |
| 2022    | Arçon      | Poursuite    | 16 octobre 2022   | Caroline Colombo | Julia Simon     | Chloé Chevalier  |

### Combiné nordique

#### Hommes
| Édition | Or                                                    | Argent                                                     | Bronze                                              |
| ------- | ----------------------------------------------------- | ---------------------------------------------------------- | --------------------------------------------------- |
| 2010    | Sébastien Lacroix (Bois d'Amont / Massif Jurassien)   | Florian Pinel (La Feclaz / Savoie)                         | François Braud (Chamonix / Mont-Blanc)              |
| 2011    | Jason Lamy-Chappuis (Bois d'Amont / Massif Jurassien) | Maxime Laheurte (Gérardmer / Massif Vosges)                | Sébastien Lacroix (Bois d'Amont / Massif Jurassien) |
| 2012    | Jason Lamy-Chappuis (Bois d'Amont / Massif Jurassien) | Geoffrey Lafarge (Chamonix / Mont-Blanc)                   | Sébastien Lacroix (Bois d'Amont / Massif Jurassien) |
| 2013    | Jason Lamy-Chappuis (Bois d'Amont / Massif Jurassien) | François Braud (Chamonix / Mont-Blanc)                     | Maxime Laheurte (Gérardmer / Massif Vosges)         |
| 2014    | Sébastien Lacroix (Bois d'Amont / Massif Jurassien)   | Hugo Buffard (Les Rousses / Massif Jurassien)              | Samuel Guy (Mouthe / Massif Jurassien)              |
| 2015    | Jason Lamy-Chappuis (Bois d'Amont / Massif Jurassien) | François Braud (Chamonix / Mont-Blanc)                     | Maxime Laheurte (Gérardmer / Massif Vosges)         |
| 2016    | François Braud (Chamonix / Mont-Blanc)                | Geoffrey Lafarge (Chamonix / Mont-Blanc)                   | Antoine Gérard (Ventron / Massif Vosges)            |
| 2017    | Maxime Laheurte (Gérardmer / Massif Vosges)           | Antoine Gérard (Ventron / Massif Vosges)                   | Laurent Muhlethaler (Prémanon / Massif Jurassien)   |
| 2018    | Jason Lamy-Chappuis (Bois d'Amont / Massif Jurassien) | Antoine Gérard (Ventron / Massif Vosges)                   | Maxime Laheurte (Gérardmer / Massif Vosges)         |
| 2019    | François Braud (Chamonix / Mont-Blanc)                | Laurent Muhlethaler (Prémanon / Massif Jurassien)          | Antoine Gérard (Ventron / Massif Vosges)            |
| 2020    | Antoine Gérard (Ventron / Massif Vosges)              | Gaël Blondeau (de) (Ski-Club Mont-Noir / Massif Jurassien) | Maël Tyrode (S.C Les Fourgs / Massif Jurassien)     |
| 2021    | Laurent Muhlethaler (Prémanon / Massif Jurassien)     | Mattéo Baud (Olympic Mont d'Or / Massif Jurassien)         | Antoine Gérard (Ventron / Massif Vosges)            |

#### Femmes
| Édition | Or                                                 | Argent                                               | Bronze                                                            |
| ------- | -------------------------------------------------- | ---------------------------------------------------- | ----------------------------------------------------------------- |
| 2019    | Emma Tréand (Olympic Mont d'or / Massif Jurassien) | Léna Brocard (U.S Autranaise / Dauphiné)             | Louise Guyot (Ski Morbier Bellefontaine Morez / Massif Jurassien) |
| 2020    | Léna Brocard (U.S Autranaise / Dauphiné)           | Emma Rougeron (Ski Club Les Contamines / Mont-Blanc) | Zoé Haton (SC Xonrupt / Massif Vosges)                            |
| 2021    | Léna Brocard (U.S Autranaise / Dauphiné)           | Emma Tréand (Olympic Mont d'Or / Massif Jurassien)   | Oriane Didier (La Bressaude / Massif Vosges)                      |

### Saut à ski

#### Hommes
| Édition | Or                                                    | Argent                                                | Bronze                                                |
| ------- | ----------------------------------------------------- | ----------------------------------------------------- | ----------------------------------------------------- |
| 2010    | Vincent Descombes-Sevoie (Chamonix / Mont-Blanc)      | Emmanuel Chedal (Courchevel / Savoie)                 | Jason Lamy-Chappuis (Bois d'Amont / Massif Jurassien) |
| 2011    | Jason Lamy-Chappuis (Bois d'Amont / Massif Jurassien) | David Viry (de) (Xonrupt / Massif Vosges)             | Emmanuel Chedal (Courchevel / Savoie)                 |
| 2012    | Vincent Descombes-Sevoie (Chamonix / Mont-Blanc)      | David Lazzaroni (Autrans / Dauphiné)                  | Emmanuel Chedal (Courchevel / Savoie)                 |
| 2013    | Vincent Descombes-Sevoie (Chamonix / Mont-Blanc)      | Jason Lamy-Chappuis (Bois d'Amont / Massif Jurassien) | Alexandre Mabboux (Le Grand-Bornand / Mont-Blanc)     |
| 2014    | Ronan Lamy-Chappuis (Bois d'Amont / Massif Jurassien) | Vincent Descombes-Sevoie (Chamonix / Mont-Blanc)      | Nicolas Mayer (Courchevel / Savoie)                   |
| 2015    | Vincent Descombes-Sevoie (Chamonix / Mont-Blanc)      | Paul Brasme (Ventron / Massif Vosges)                 | Nicolas Mayer (Courchevel / Savoie)                   |
| 2016    | Vincent Descombes-Sevoie (Chamonix / Mont-Blanc)      | Jonathan Learoyd (Courchevel / Savoie)                | Ronan Lamy-Chappuis (Bois d'Amont / Massif Jurassien) |

#### Femmes
| Édition | Or                                                   | Argent                                | Bronze                                               |
| ------- | ---------------------------------------------------- | ------------------------------------- | ---------------------------------------------------- |
| 2010    | Caroline Espiau (Autrans / Dauphiné)                 | Julia Clair (Xonrupt / Massif Vosges) | Léa Lemare (Courchevel / Savoie)                     |
| 2011    | Coline Mattel (Les Contamines-Montjoie / Mont-Blanc) | Julia Clair (Xonrupt / Massif Vosges) | Léa Lemare (Courchevel / Savoie)                     |
| 2012    | Coline Mattel (Les Contamines-Montjoie / Mont-Blanc) | Léa Lemare (Courchevel / Savoie)      | Julia Clair (Xonrupt / Massif Vosges)                |
| 2013    | Léa Lemare (Courchevel / Savoie)                     | Julia Clair (Xonrupt / Massif Vosges) | Coline Mattel (Les Contamines-Montjoie / Mont-Blanc) |
| 2014    | Coline Mattel (Les Contamines-Montjoie / Mont-Blanc) | Julia Clair (Xonrupt / Massif Vosges) | Léa Lemare (Courchevel / Savoie)                     |
| 2015    | Coline Mattel (Les Contamines-Montjoie / Mont-Blanc) | Léa Lemare (Courchevel / Savoie)      | Julia Clair (Xonrupt / Massif Vosges)                |
| 2016    | Lucile Morat                                         | Julia Clair (Xonrupt / Massif Vosges) | Joséphine Pagnier                                    |